# Істіклол (місто)
Істіклол (до 2012 року — Табошар) — місто в Согдійській області Таджикистану, поруч з ним знаходиться родовище поліметалічних руд. Наседення становить 13,4 тис. мешканців (1975).

## Історія
У квітні 2012 року місто було перейменовано в Істіклол.

## Символіка
Місто Істіклол має власний гімн. Його автором і виконавцем є Шавкат Бадамшин.

## Економіка
Основою економіки міста є уранове родовище розробка якого почалась у 1945 році, коли був створений Гірничо-хімічний комбінат № 6 — це було перше підприємство в СРСР з добування та переробки уранових руд. У 1959 році було завершено чергу розширення і реконструкції Ленінабадського гідрометалургійного заводу у переробки руди, його потужність перевищила 1 млн тонн.
Для будівництва комбінату тут було створено табір системи ГУЛАГу де розмістили 5000 радянських солдат і офіцерів, які в роки ІІ Світової війни потрапили у німецький полон. Після розпаду СРСР у комбінату почались серйозні складнощі, економічна криза призвела до занепаду виробництва. Тоді частина уранових потужностей була перепрофільована на виробництво нових видів продукції, було розпочато сучасне виробництво для афінажу золота і срібла, яке видобувається в Таджикистані, створено ювелірний завод. Завдяки цьому почався поступовий ріст виробництва, який до 1997 року склав 3-7 % щорічно. Зараз тут відкрито ряд інших виробництв, які роблять підприємство містоутворюючим. Втім, хоча й зараз сюди з Казахстану періодично надходять на переробку урановмісні породи, однак основні потужності все ж простоюють. В останній час до підприємства ДП «Востокредмет» виявляють фірми з Австрії, США, Великої Британії.
Окрім того, у місті є фабрика гумового взуття та анатомічних рукавиць, добування флюсових матеріалів, облицювального каменя, виробництво облицювальних плит та сувенірні вироби.

## Екологія
З початку 2010 року різко зріс радіаційний фон, який випромінює родовище урану поблизу Істіклола. Хоча видобуток урану тут вже багато років не ведеться, але могильники радіоактивних відходів загрожують місцевому населенню катастрофою, ці місця перетворились на радіоактивне звалище. За кілометр від Істіклола розташовано могильник з шістьма мільйонами тонн уранових відходів. Через відсутність ґрунтового покриття маса радіоактивних відходів попадає у струмок, який використовується місцевими мешканцями як джерело питної води.

## Уродженці Табошара
- Гесс Едгар Якович (14 березня 1954) — футболіст, виступав за «Памір» Душанбе, «Спартак» Москва, «Пахтакор» Ташкент
- Котова Тетяна Володимирівна (11 грудня 1976) — легкоатлетка (стрибки в довжину), чемпіонка Європи (2002), чемпіонка світу (1999). У рейтингу Міжнародної федерації легкої атлетики за жовтень 2000 року займала 8 місце.